# Turritopsis dohrnii
Turritopsis dohrnii – gatunek niewielkiego stułbiopława z rodziny Oceanidae.
Występuje u wybrzeży Japonii, w Oceanie Spokojnym oraz w atlantyckich wodach u wybrzeży Panamy, Florydy, Hiszpanii oraz Włoch. Prawdopodobnie początkowo zajmowała mniejsze terytorium, jednak została zawleczona w wodach balastowych statków na pozostałe obszary. Ze względu na znaczne różnice fenotypowe przy niemalże identycznych genotypach zajmowanie przez nią coraz większych obszarów nazywane jest „cichą inwazją”.
Jak większość gatunków z gromady stułbiopławów, Turritopsis dohrnii rozwija się z orzęsionej, wolno pływającej larwy określanej mianem planuli. Po przytwierdzeniu do podłoża z planuli rozwija się stadium polipa, który poprzez rozmnażanie bezpłciowe tworzy kolonie. Z podziału polipa rozwija się rozmnażające się płciowo stadium meduzy. Dorosłe meduzy mają bardzo małe rozmiary, są przezroczyste z wyjątkiem znajdujących się wewnątrz ciała komórek światłoczułych, które mają intensywnie czerwony kolor.
Turritopsis dohrnii posiada niezwykłą zdolność do powrotu ze stadium płciowo dojrzałego do niedojrzałego, nawet wielokrotnie. W sytuacji stresowej zarówno młoda, jak i dojrzała meduza „odwraca” swój cykl życiowy i stopniowo przekształca się w kolonię polipa. Ta umiejętność czyni ją biologicznie nieśmiertelną, przez co została nazwana „nieśmiertelną meduzą” (immortal jellyfish).
Podobne zdolności zostały udokumentowane u Laodicea undulata oraz Aurelia sp..
Wcześniej sklasyfikowana jako Turritopsis nutricula.